# قليعة تاجة
قُليعة تاجة هي بلدية تقع في مقاطعة طليطلة في قشتالة والمنشف بإسبانيا .